# Borzonasca
Borzonasca là một đô thị ở tỉnh Genova thuộc vùng Liguria, nằm ở vị trí cách khoảng 35 km về phía đông của Genova. Tại thời điểm ngày 31 tháng 12 năm 2004, đô thị này có dân số 2.054 người và diện tích là 79 km².
Borzonasca giáp các đô thị sau: Mezzanego, Ne, Rezzoaglio, San Colombano Certénoli, Santo Stefano d'Aveto, Tornolo, và Varese Ligure.
Borzonasca thuộc một phần của Công viên tự nhiên vùng Aveto.

## Thành phố kết nghĩa
- Yara, Cuba